# Плопшору (Джурджу)
Плопшору (рум. Plopșoru) — село у повіті Джурджу в Румунії. Входить до складу комуни Дая.
Село розташоване на відстані 48 км на південь від Бухареста, 12 км на північ від Джурджу.

## Населення
За даними перепису населення 2002 року у селі проживали 1955 осіб.
Національний склад населення села:
| Національність | Кількість осіб | Відсоток |
| -------------- | -------------- | -------- |
| румуни         | 1938           | 99,1%    |
| цигани         | 17             | 0,9%     |

Рідною мовою назвали:
| Мова      | Кількість осіб | Відсоток |
| --------- | -------------- | -------- |
| румунська | 1950           | 99,7%    |
| циганська | 5              | 0,3%     |